# Ngu
Pour les articles homonymes, voir NGU.
 (octobre 2012).
Si vous disposez d'ouvrages ou d'articles de référence ou si vous connaissez des sites web de qualité traitant du thème abordé ici, merci de compléter l'article en donnant les références utiles à sa vérifiabilité et en les liant à la section « Notes et références ».
Ngu est un prénom camerounais, commun dans ce pays. Ngu peut aussi être un nom de famille.

## Personnalité
- John Ngu Foncha (1916-1999), Premier Ministre du Cameroun britannique.